# Pont de Wien
Pour les articles homonymes, voir pont (homonymie) et oscillateur.

Pont de Wien, U_{we}- est la tension sinusoïdale d'alimentation, U_{wy}- la tension mesurée.

Le pont de Wien est un type de montage en pont, développé en 1891 par le physicien Max Wien.

## Utilisation originale
À l'époque de sa création (entre 1833 et 1845), le montage en pont était un mode de mesure d'un composant par comparaison avec ceux dont les caractéristiques étaient connues. La technique consistait alors à mettre le composant inconnu sur l'une des branches du pont, puis la tension centrale était réduite à zéro en ajustant les autres branches ou en changeant la fréquence de l'alimentation. Un autre exemple typique de cette technique est le pont de Wheatstone.
Le pont de Wien permet, lui, de mesurer avec précision la capacité CX d'un composant et sa résistance RX. Il est constitué de quatre branches, le composant inconnu étant placé sur l'une d'elles, les autres branches comprenant chacune une résistance (R2, R3, R4) connue, R2 étant en série avec un condensateur C2. On applique alors au montage (entre les sommets 1-3 et 2-4) une tension sinusoïdale de pulsation ω.
Le pont est alors équilibré quand :
{\displaystyle \omega ^{2}={1 \over R_{x}R_{2}C_{x}C_{2}}} et {\displaystyle {C_{x} \over C_{2}}={R_{4} \over R_{3}}-{R_{2} \over R_{x}}\,.}
cette équation se simplifie si on choisit R2 = Rx et C2 = Cx, et il en résulte alors R4 = 2R3.

## Oscillateur à pont de Wien

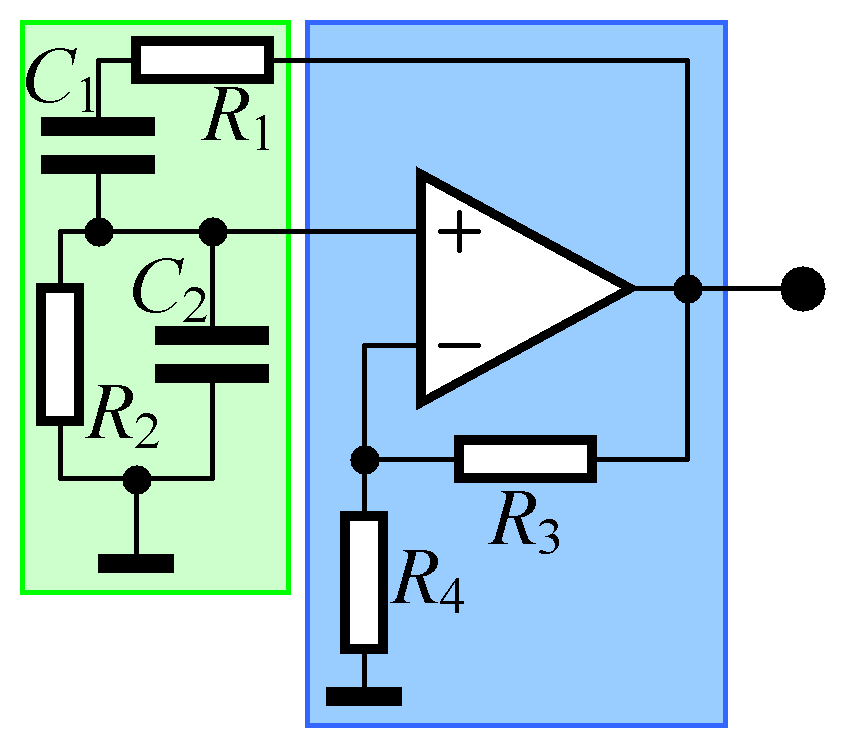
Le schéma de l'oscillateur à pont de Wien

Il peut aussi être utilisé pour réaliser un oscillateur produisant des signaux sinusoïdaux avec une faible distorsion.
Rappelons qu'un oscillateur est composé de deux parties :
- un amplificateur : selon les époques, celui-ci a été réalisé avec un tube à vide, ou avec un ou plusieurs transistors bipolaires ou à effet de champ ; de nos jours, on peut facilement utiliser un circuit intégré amplificateur ;
- un circuit de réaction, placé entre la sortie de l'amplificateur et son entrée ; ce circuit met en œuvre diverses impédances : résistances, condensateurs, bobines, quartz.

C'est le circuit de réaction qui détermine la fréquence d'oscillation. En effet, celle-ci se produit à une fréquence où la condition d'oscillation n.Go = 1 est satisfaite. Les termes n et Go, tous deux des nombres complexes, représentent le « gain » du circuit de réaction et le gain de l'amplificateur.
À la fréquence {\displaystyle f={\frac {1}{2\pi {\sqrt {R_{1}R_{2}C_{1}C_{2}}}}}} soit {\displaystyle f={\frac {1}{2\pi {RC}}}}, le « gain » du filtre de Wien vaut 1/3 et le signal de sortie est en phase avec le signal d'entrée. En raccordant le filtre de Wien entre la sortie et l'entrée d'un amplificateur de gain 3 (un amplificateur opérationnel dans la figure), on obtient un oscillateur qui produit une sinusoïde à la fréquence indiquée.
En général, on prend {\displaystyle R_{1}=R_{2}} et {\displaystyle C_{1}=C_{2}}.

### Stabilisation de l'amplitude des oscillations
Le gain de l'AOP dépend des résistances R3 et R4 ; pour avoir un gain de 3, on prendra R3 = 2 R4.
Mais les imprécisions des valeurs de R3 et R4 font que cette condition n'est jamais tout à fait remplie. Que se passe-t-il alors :
- si R3 < 2 R4, l'oscillateur n'oscille pas ;
- si R3 > 2 R4, l'oscillation démarre bien, l'amplitude croît jusqu'à la valeur limite, déterminée par la tension d'alimentation de l'AOP ; le problème, c'est que dans cette condition la forme d'onde est distordue, les sommets sont aplatis.

Pour remédier à ce problème, on remplace R3 ou R4 par une CTP ou une CTN (résistances dont la valeur croît ou décroît avec la température). L'amplitude se stabilisera à une valeur telle que R3 sera égale à 2 R4.
Cela fonctionne de la façon suivante : supposons que R4 soit une CTP. Si, pour une raison quelconque, l'amplitude croît légèrement, la puissance dissipée dans R4 augmente, ce qui fait croître sa valeur et donc réduit le gain de l'AOP, ce qui ramène l'amplitude à son niveau correct.

## Bref historique
Le pont de Wien a été développé à l'origine par Max Wien en 1891. À cette époque, Wien n'avait pas les moyens de réaliser un circuit amplificateur et donc n'a pu construire un oscillateur. Le circuit moderne est dérivé de la thèse de maîtrise de William Hewlett en 1939. Hewlett, avec David Packard, cofonda Hewlett-Packard. Leur premier produit fut le HP 200A, un oscillateur basé sur le pont de Wien. Le 200A est un instrument classique connu pour la faible distorsion du signal de sortie.
La CTP utilisée était simplement un filament de lampe à incandescence. Les oscillateurs à pont de Wien modernes utilisent, à la place d'un filament d'ampoule, des transistors à effet de champ ou des cellules photoélectriques. Des taux de distorsion de l'ordre de quelques parties par million peuvent être obtenus en améliorant légèrement le circuit original de W. Hewlett.